# Roncey
Roncey è un comune francese di 825 abitanti situato in dipartimento della Manica nella regione della Normandia.

## Società

### Evoluzione demografica
Abitanti censiti